# Österreichische Fußballnationalmannschaft der Frauen/Europameisterschaften
Der Artikel beinhaltet eine ausführliche Darstellung der österreichischen Fußballnationalmannschaft der Frauen bei Europameisterschaften und den Qualifikationen dazu. Österreich nahm erstmals an der Qualifikation zur EM 1997 teil, spielte aber zunächst in der B-Kategorie, so dass anfangs keine direkte Möglichkeit bestand sich zu qualifizieren. Österreich konnte sich erstmals im September 2016 für die 2017 stattgefundene Endrunde qualifizieren. Dort konnten die Österreicherinnen als einziger Neuling die K.-o.-Runde erreichen und drangen bis ins Halbfinale vor, verloren dieses aber im Elfmeterschießen.

## Übersicht
| Jahr | Gastgeberland     | Teilnahme bis …    | Gegner      | Ergebnis | Trainer            | Bemerkungen und Besonderheiten |
| ---- | ----------------- | ------------------ | ----------- | -------- | ------------------ | --- |
| 1984 | keine Endrunde    | nicht teilgenommen |             |          |                    | |
| 1987 | Norwegen          | nicht teilgenommen |             |          |                    | |
| 1989 | Deutschland       | nicht teilgenommen |             |          |                    | |
| 1991 | Dänemark          | nicht teilgenommen |             |          |                    | |
| 1993 | Italien           | nicht teilgenommen |             |          |                    | |
| 1995 | keine Endrunde    | nicht teilgenommen |             |          |                    | |
| 1997 | Norwegen/Schweden | nicht qualifiziert |             |          |                    | als Teilnehmer der B-Kategorie keine Möglichkeit, sich zu qualifizieren |
| 2001 | Deutschland       | nicht qualifiziert |             |          |                    | als Teilnehmer der B-Kategorie keine Möglichkeit, sich zu qualifizieren |
| 2005 | England           | nicht qualifiziert |             |          |                    | als Teilnehmer der B-Kategorie keine Möglichkeit, sich zu qualifizieren, aber Gruppensieger und damit für die Relegation um den Aufstieg in die A-Kategorie qualifiziert, die aber abgesagt wurde |
| 2009 | Finnland          | nicht qualifiziert |             |          |                    | in der Qualifikation als Gruppendritter an Norwegen und Russland gescheitert |
| 2013 | Schweden          | nicht qualifiziert |             |          |                    | in der Qualifikation als Gruppenzweiter in den Play-offs an Russland gescheitert |
| 2017 | Niederlande       | Halbfinale         | Dänemark    |          | Dominik Thalhammer | ohne Niederlage (nach Verlängerung) ausgeschieden |
| 2022 | England           | Viertelfinale      | Deutschland |          | Irene Fuhrmann     | Als einer der drei besten Gruppenzweiten qualifiziert. Bei der Endrunde trafen die Österreicherinnen in der Vorrunde auf Gastgeber England, sowie Nordirland und Norwegen.                        |
| 2025 | Schweiz           | nicht qualifiziert |             |          |                    | Gegner in der Qualifikation waren zunächst Deutschland, Island und Polen. Als Gruppendritte scheiterten sie im Play-off-Finale an Polen.                                                          |

## Die Turniere

### EM 1984 bis EM 1995
An den ersten sechs Qualifikationen nahm Österreich nicht teil.

### EM 1997 in Norwegen
Im Herbst 1995 begann die Qualifikation für die nächste EM-Endrunde für die nun schon 34 Mannschaften, darunter auch Österreich gemeldet hatten und die erstmals mit acht Mannschaften ausgetragen wurde. Auf Grund der unterschiedlichen Spielstärke der gemeldeten Mannschaften wurde die Qualifikation in zwei Kategorien eingeteilt. Die 16 stärksten Mannschaften, zu denen Österreich nicht gehörte, spielten um die direkte Qualifikation, die 18 schwächeren Mannschaften um die Möglichkeit bei der nächsten Qualifikation in der höheren Kategorie zu spielen. Österreich spielte gegen die Schweiz sowie erstmals gegen Jugoslawien und Griechenland. Österreich gewann wie die Schweiz und Jugoslawien drei Spiele, verlor zweimal und spielte einmal remis. Damit waren die drei Mannschaften punktgleich, die Österreicherinnen hatten aber die schlechteste Tordifferenz.

### EM 2001 in Deutschland
In der Qualifikation für die EM 2001 spielten die Österreicherinnen wieder nur in der Kategorie B und hatten damit erneut von vornherein keine Chance sich zu qualifizieren. Gegner waren diesmal Polen sowie erstmals Belgien und Wales, gegen das der einzige Sieg gelang. Zudem spielten sie noch einmal Remis gegen die Waliserinnen, die kein Spiel gewannen. Gegen Belgien und Polen verloren sie alle Spiele, so dass sie nicht den Aufstieg in die A-Kategorie schafften.

### EM 2005 in England
Für die EM 2005 wurde der Gastgeber erstmals vorab festgelegt und England erhielt den Zuschlag für die Austragung. Letztmals fand die Qualifikation in zwei Kategorien statt. Österreich spielte erneut in der B-Kategorie und konnte sich dort mit fünf Siegen gegen Griechenland, die Slowakei und Armenien durchsetzen. Dabei gelangen mit zwei 11:0-Siegen gegen die Armenierinnen, gegen die erstmals gespielt wurde, die höchsten Siege der österreichischen Länderspielgeschichte. Lediglich das Heimspiel gegen Griechenland wurde verloren. Österreich war damit für die Relegationsspiele gegen einen Gruppenletzten der A-Kategorie qualifiziert. Diese wurden aber von der UEFA abgesagt, da die unterschiedlichen Kategorien abgeschafft wurden.

### EM 2009 in Finnland
Die EM 2009 fand in Finnland statt. Erstmals nahmen zwölf Mannschaften am Turnier teil. Geändert wurde auch der Qualifikationsmodus. Die 1. Qualifikationsrunde bestritten nur die 20 schwächsten Nationalmannschaften. Österreich musste erst in der zweiten Qualifikations-Runde eingreifen und traf in einer Fünfergruppe erstmals auf Norwegen und Russland sowie auf Polen und Israel. Österreich konnte nur die Spiele gegen Israel und das Spiel in Polen gewinnen, verlor aber alle anderen Spiele und wurde am Ende Dritter mit 10 Punkten Rückstand auf die zweitplatzierten Russinnen, die sich über die Play-offs auch für die Endrunde qualifizierten.

### EM 2013 in Schweden
Die EM 2013 fand zum zweiten Mal in Schweden statt. Wieder wurde die Qualifikation von den schwächeren Mannschaften begonnen, diesmal aber nur von den acht schwächsten Teams. Österreich, das seit April 2011 von Dominik Thalhammer trainiert wird, musste wieder erst in der zweiten Runde eingreifen und wurde der Gruppe mit Dänemark zugelost, gegen das damit erstmals gespielt wurde. Weitere Gegner waren Tschechien, Portugal und Armenien. Österreich startete mit einem 1:1 im Heimspiel gegen Tschechien und verlor dann mit 0:3 gegen Dänemark. Danach wurden aber alle Spiele gewonnen, so dass am Ende der zweite Platz heraussprang. Da die meisten Siege aber knapp ausfielen, waren die Österreicherinnen nur zweitbester Gruppenzweiter hinter den punktgleichen Niederländerinnen, die sich mit der besseren Tordifferenz direkt für die Endrunde qualifizierten. Österreich musste in die Play-offs gegen Russland und verlor zunächst das Heimspiel mit 0:2. Das 1:1 im Rückspiel reichte dann nicht um die Endrunde zu erreichen.

### EM 2017 in den Niederlanden

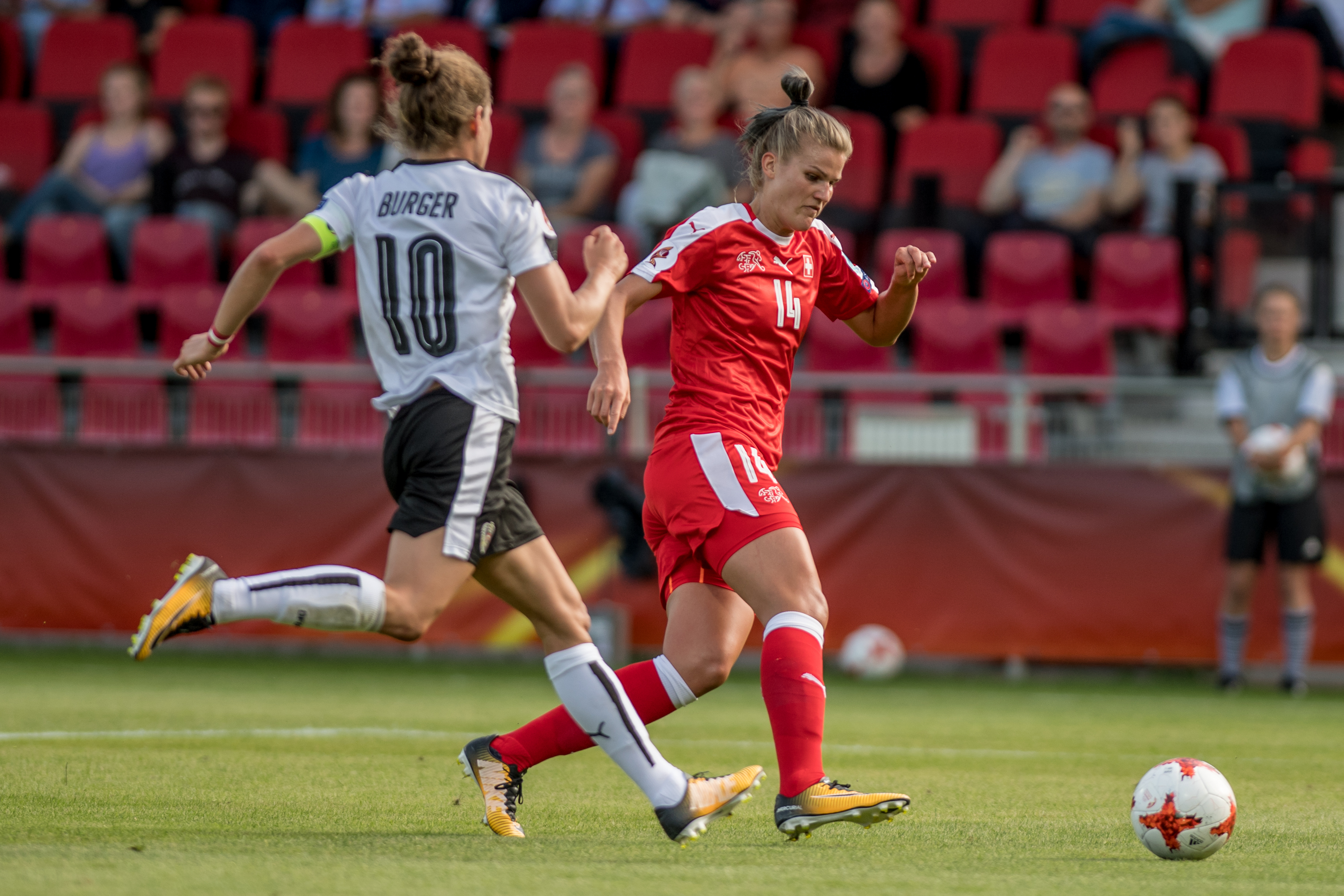
Szene aus dem Spiel gegen die Schweiz mit Nina Burger und Rahel Kiwic (SUI).

Startaufstellungen im ersten Endrundenspiel der Österreicherinnen

Die EM 2017 fand in den Niederlanden und erstmals mit 16 Mannschaften statt. Österreich wurde für die Qualifikation in die Gruppe mit Vizeeuropameister Norwegen gelost und traf zudem auf die Mannschaften von Kasachstan, Wales und Israel. Österreich begann die Qualifikation mit vier Siegen und gewann dann erstmals den zwischenzeitlich ausgetragenen Zypern-Cup, verlor danach aber das Heimspiel gegen Norwegen mit 0:1, womit die längste Serie ohne Niederlage (18 Spiele) endete. Nach einem 2:2 in Norwegen und einem 4:0 gegen Israel reichte am letzten Spieltag aber ein torloses Remis in Wales um sich als fünftbester Gruppenzweiter erstmals für die EM-Endrunde zu qualifizieren.
Für die Auslosung der Endrundengruppen am 8. November 2016 wurden die Österreicherinnen Topf 4 zugeordnet und der Gruppe C mit Frankreich zugelost. Weitere Gegner waren Island und die Schweiz, die ebenfalls erstmals teilnahm. Im ersten Spiel gewannen die Österreicherinnen gegen die höher eingeschätzte Eidgenossinnen, die immerhin bei der letzten WM das Achtelfinale erreicht hatten und gegen die Österreich seit 21 Jahren nicht mehr gewonnen hatte. Gegen die ebenfalls höher eingeschätzten Französinnen gelang erstmals ein Punktgewinn und im letzten Spiel gegen die bereits ausgeschiedenen Isländerinnen, gegen die zuvor noch nie gespielt wurde, wurde durch ein 3:0 der Gruppensieg perfekt gemacht. Im Viertelfinale, das die Österreicherinnen als einziger der fünf Neulinge erreicht hatte, hielten sie dann über 120 Minuten ein torloses Remis gegen Spanien und hatten dann im Elfmeterschießen fünf sichere Schützinnen, wogegen bei den Spanierinnen eine Schützin verschoss. Auch das Halbfinale gegen Dänemark, gegen das die Österreicherinnen wenige Tage vor der Endrunde mit 4:2 gewonnen hatten, blieb über 120 Minuten torlos. Diesmal traf aber keine der ersten drei österreichischen Spielerinnen, die zum Elfmeter antraten, wogegen drei von vier Däninnen erfolgreich waren. Damit mussten die letzten beiden Österreicherinnen nicht mehr antreten und Dänemark stand erstmals im Finale eines großen Turnieres. Die Österreicherinnen sind aber der derzeit einzige Endrundenteilnehmer, der noch kein Endrunden-Spiel verloren hat, da das Ausscheiden gegen die Däninnen als Remis in die Statistik eingeht. Als beste Mannschaft mit nur einer Teilnahme rangieren die Österreicherinnen auf dem 11. Platz der ewigen Endrundentabelle.

### EM 2022 in England
Für die eigentlich für 2021 terminierte EM wurden die Österreicherinnen zur Qualifikation in eine Gruppe mit Frankreich, Serbien, Nordmazedonien und Kasachstan gelost. Die Österreicherinnen starteten im Spätsommer/Herbst 2019 mit vier Siegen ohne Gegentor, mussten dann aber wegen der COVID-19-Pandemie für den April und Juni geplante Spiele verschieben. Erst im September 2020 konnte die Qualifikation mit einem 5:0 in Kasachstan fortgesetzt werden. Dann folgte ein torloses Heimremis, wodurch der zweite Platz sicher war, und eine 0:3-Auswärtsniederlage gegen Frankreich, wodurch der Gruppensieg nicht mehr möglich war. Mit einem 1:0-Sieg gegen Serbien am 1. Dezember wurde aber der zweite Platz in der Liste der Gruppenzweiten vorerst belegt. Bis zum 23. Februar 2021 mussten die Österreicherinnen aber auf die Ergebnisse der anderen Gruppen warten, dann stand nach einem 2:0-Sieg der Portugiesinnen gegen Schottland fest, dass die Portugiesinnen wegen der weniger geschossenen Tore die Österreicherinnen nicht mehr aus den Top 3 der Gruppenzweiten verdrängen konnten und Österreich direkt für die Endrunde qualifiziert ist. Bei der Auslosung am 28. Oktober 2021 wurde Österreich in die Gruppe mit Gastgeber England, Norwegen sowie EM-Neuling Nordirland gelost und bestritt das Eröffnungsspiel gegen die Engländerinnen, das mit 0:1 verloren wurde. Nach Siegen gegen Nordirland (2:0) und Norwegen (1:0) wurde das Viertelfinale erreicht, in dem die Österreicherinnen erstmals in einem Pflichtspiel auf den Nachbarn Deutschland trafen und trotz guter Leistung mit 0:2 verloren. In der ewigen Rangliste konnten sich die Österreicherinnen um einen Platz verbessern, gehören nun zu den Top 10 und sind die beste Mannschaft mit maximal zwei Teilnahmen.

### EM 2025 in der Schweiz
Die Qualifikation lief erstmals unter einem anderen Modus. Analog der UEFA Women’s Nations League wurde in drei Ligen gespielt, wobei sich die Gruppensieger und -zweiten der Liga A direkt für die Endrunde qualifizierten. Die Gruppendritten und -vierten hatten dann noch die Chance sich über Play-offs für die Endrunde zu qualifizieren. Die Österreicherinnen trafen in Liga A4 „wie gewünscht“ auf Deutschland sowie Island und Polen. Die Österreicherinnen konnten nur die beiden Spiele gegen Polen gewinnen und daheim gegen Island einen Punkt holen, so dass es nur zum dritten Platz reichte. Im Play-off-Halbfinale trafen sie auf Slowenien und gewannen beide Spiele (2:1 und 3:0). Im Play-off-Finale trafen sie wieder auf Polen, dass sich gegen Rumänien im Play-off-Halbfinale durchgesetzt hatte. Im Gegensatz zu den Gruppenspielen wurden aber diesmal beide Spiele mit 0:1 verloren, so dass sich die Polinnen erstmals für die Endrunde qualifizieren konnten.

## Endrunden-Spiele
| Nr. | Datum      | Ergebnis             | Gegner      | Austragungsort          | Anlass          | Bemerkung                           |
| --- | ---------- | -------------------- | ----------- | ----------------------- | --------------- | ----------------------------------- |
| 1   | 18.07.2017 | 1:0                  | Schweiz     | Deventer (NLD)          | Gruppenspiel    |                                     |
| 2   | 22.07.2017 | 1:1                  | Frankreich  | Utrecht (NLD)           | Gruppenspiel    | Erster Punktgewinn gegen Frankreich |
| 3   | 26.07.2017 | 3:0                  | Island      | Rotterdam (NLD)         | Gruppenspiel    | Erstes Spiel gegen Island           |
| 4   | 30.07.2017 | 0:0 n. V., 5:3 i. E. | Spanien     | Tilburg (NLD)           | Viertelfinale   |                                     |
| 5   | 03.08.2017 | 0:0 n. V., 0:3 i. E. | Dänemark    | Breda (NLD)             | Halbfinale      |                                     |
| 6   | 06.07.2022 | 0:1                  | England     | Manchester (ENG)        | Eröffnungsspiel |                                     |
| 7   | 11.07.2022 | 2:0                  | Nordirland  | Southampton (ENG)       | Gruppenspiel    |                                     |
| 8   | 15.07.2022 | 1:0                  | Norwegen    | Brighton and Hove (ENG) | Gruppenspiel    | Erster Sieg gegen Norwegen          |
| 9   | 21.07.2022 | 0:2                  | Deutschland | Brentford (ENG)         | Viertelfinale   | 100. Länderspiel von Sarah Zadrazil |